# Епархия Эмбу
Епархия Эмбу (лат. Dioecesis Embuensis) — епархия Римско-Католической Церкви с центром в городе Эмбу, Кения. Епархия Эмбу входит в митрополию Ньери. Кафедральным собором епархии Меру является церковь святых Петра и Павла в городе Эмбу.

## История
9 июня 1986 года Римский папа Иоанн Павел II издал буллу Quoniam Nostrum, которой учредил епархию Эмбу, выделив её из епархии Меру. В этот же день епархия Меру вошла в митрополию Найроби.
21 мая 1990 года епархия Эмбу вошла в митрополию Ньери.

## Ординарии епархии
- епископ Джон Нджуэ (9.06.1986 — 9.03.2002) — назначен вспомогательным епископом архиепархии Ньери;
- епископ Anthony Muheria (30.10.2003 — 28.06.2008) — назначен епископом Китуи;
- епископ Paul Kariuki (9.05.2009 — по настоящее время).

## Источник
- Annuario Pontificio, Libreria Editrice Vaticana, Città del Vaticano, 2003, ISBN 88-209-7422-3
- Булла Quoniam Nostrum  (лат.)